# Polyspora lanceifolia
Polyspora lanceifolia är en tvåhjärtbladig växtart som först beskrevs av Isaac Henry Burkill, och fick sitt nu gällande namn av Orel, Peter G.Wilson, Curry och Luu. Polyspora lanceifolia ingår i släktet Polyspora och familjen Theaceae. Inga underarter finns listade i Catalogue of Life.